# ساندرا براون (منافسة ألعاب القوى)
ساندرا براون (بالإنجليزية: Sandra Brown) هي منافسة ألعاب القوى أسترالية، ولدت في 3 فبراير 1946.

## وصلات خارجية
- ساندرا براون على موقع النتائج التاريخية لألعاب القوى الأسترالية (الإنجليزية)
- ساندرا براون على موقع أوليمبيديا (الإنجليزية)
- ساندرا براون على موقع اللجنة الأولمبية الأسترالية (الإنجليزية)